# Jolo (isola)
Jolo è un'isola in Filippine nella provincia di Sulu. Jolo è la più grande delle isole Sulu tra Mindanao e il Borneo. Capoluogo dell'isola è la città di Jolo dove vive circa un terzo della popolazione dell'isola. L'isola è caratterizzata da una quantità di coni e crateri vulcanici fra cui spicca il Monte Bud Dajo.
La montagna più alta dell'isola è il Monte Tumantangis.
Jolo è drammaticamente legata a episodi di terrorismo del gruppo paramilitare separatista islamico Abu Sayyaf, costituito nel 1991 proprio in queste aree.

## Geografia antropica

### Suddivisioni amministrative
Sull'isola si trovano 9 comuni:
- Indanan
- Jolo
- Kalingalan Caluang
- Luuk
- Old Panamao
- Panglima Estino
- Parang
- Patikul
- Talipao